# ZDF (организация)
Второе германское телевидение (нем. Zweites Deutsches Fernsehen, ZDF) — некоммерческое государственное учреждение с правами самоуправления, существующее с 1961 года. Расположено в собственном телецентре в Майнце.

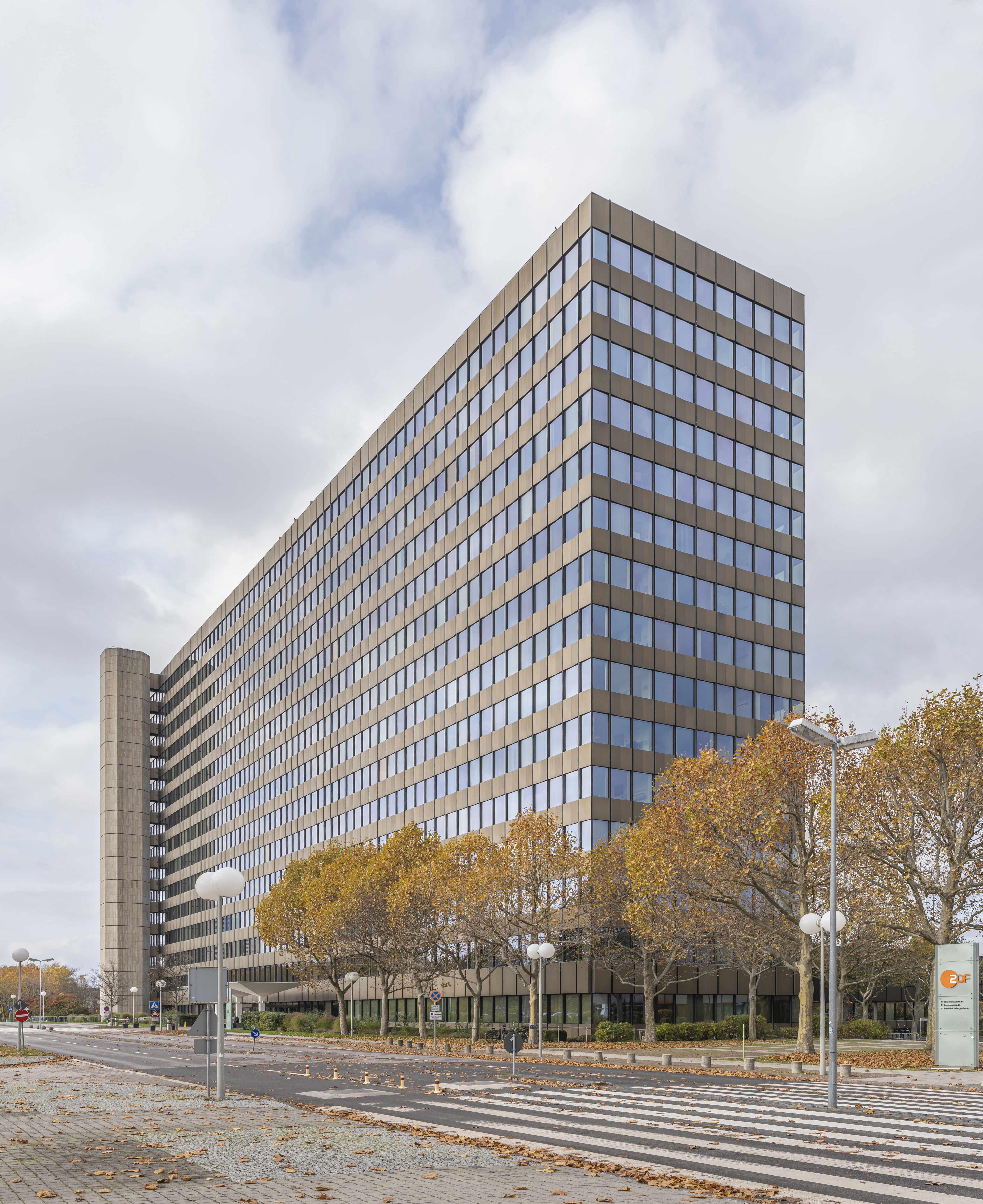
Телецентр ZDF в Майнце

## Телевещательная деятельность учреждения
Учреждение ведёт или вело:
- телевещание
  - с 5 октября 1963 года — вещание по 2-й телепрограмме[10] (телепрограмме «ЦДФ» («ZDF»));
  - с 1981 года — совместные предобеденные передачи 1-й и 2-й телепрограмм (Gemeinsames Vormittagsprogramm von ARD und ZDF) (совместно с вещательными организациями земель)
  - с 27 августа 1997 года — вещание по информационной телепрограмме «ЦДФ Инфо» («ZDFinfo»), до 2011 года называвшейся «ЦДФ Инфоканаль» («ZDFinfokanal»);
  - с 1 апреля 2000 года — вещание по молодёжной телепрограмме «ЦДФ Нео» («ZDFneo»), до 1 января 2009 года называвшейся «ЦДФ Докуканаль» («ZDFdokukanal»);
  - с 9 декабря 1999 года до 30 сентября 2016 года — вещание по просветительской телепрограмме «ЦДФ Культур» («ZDFkultur»), до 7 мая 2011 года называвшейся ЦДФ Театерканаль («ZDFtheaterkanal»);
  - с 1 января 1997 года — вещание по детской телепрограмме «КИКА» («KiKA») (совместно с Рабочим сообществом земельных телецентров ФРГ);
  - с 7 апреля 1997 года — вещание по парламентской телепрограмме «Феникс» («Phoenix») (совместно с Рабочим сообществом земельных телецентров ФРГ);
  - с конца 1984 года — вещание по международной телепрограмме «3 Зат» («3sat») (совместно с вещательными организациями других земель, Вторым германским телевидением и Швейцарским обществом радиовещания и телевидения), с 1 января 1984 до конца года самостоятельно — вещание по спутниковой телепрограмме «ЦДФ 2» («ZDF 2»);
  - с 1992 года — вещание по международной телепрограмме «Арте» («Arte») (совместно с вещательными организациями земель, компанией «Арте Франс» и группой экономических интересов «Арте»);
  - с 1999 года — телетекст 2-й программы («ZDF-Text»), до 1999 года — совместный телетекст 1-й и 2-й программ «Видеотекст» (совместно с Рабочим сообществом земельных телецентров ФРГ)[11]
- деятельность в Интернете
  - Сайт zdf.de;
  - С 30 сентября 2016 года — поставку материалы для сайта funk.net;
  - Аккаунты ZDF, ZDF Heute Nachrichten (репортажи программ Heute и Heute Journal), ZDF WISO (репортажи об экономике), Sportstudio (спортивные репортажи), Terra X Lesch & Co (репортажи и передачи о науке), ZDF Filme und Serien (анонсы телефильмов и телесериалов), ZDF Comedy, ZDF Info Docus & Reportagen, ZDF Neo в Youtube;
  - Аккаунты ZDF, ZDF Heute, Terra X, ZDF WISO, ZDF Info, ZDF Neo в Facebook;
  - Аккаунты ZDF, ZDF Heute, ZDF Sportstudio, ZDF Info, ZDF Neo в Twitter.

## Цифровое вещание ZDF

### Цифровое телевидение ZDF
Эфирное:
- Мультиплекс «ЦДФ-Мобиль» (ZDFmobil) включает в себя программы «ЦДФ», «3 Зат», «ЦДФ Инфо», «КИКА», «ЦДФ Нео».

Спутниковое:
- Транспондер 11347 MГц (спутник Astra 1KR) включает в себя ZDF Info, KiKA и 3sat
- Транспондер 11362 MГц (спутник Astra 1KR) включает в себя ZDF и ZDF Neo[12]
- Транспондер 11954 MГц (спутник Astra 1N) включает в себя ZDF, ZDF Info, ZDF Neo, Deutschlandfunk, Deutschlandfunk Kultur, Deutschlandfunk Nova, Dokumenten und Debatten[13]

## Логотип
Современный логотип используется в эфире с августа 2001 года и располагается в верхнем левом углу. Графическое исполнение логотипа отличается тем, что буква Z, помещённая в оранжевый круг, стилизована под цифру 2.

Современный логотип
Логотип HD-версии с 2010 года
Логотип телеканала ZDFtivi с 2015 года

### Корнер-логотип

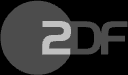
Корнер-логотип с 2001 года
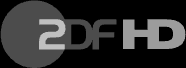
Корнер-логотип HD-версии с 2010 года

### Исторические

Эфирный логотип в 1963—1987 годах
1987—1992
1992—2001

## Учредители
Учредителями являются все земли Германии.

## Руководство
Руководство учреждением осуществляют:
- Совет Второго германского телевидения (Fernsehrat)[14], 16 членов которого назначались правительствами земель (которыми в данный момент являются Министр финансов земли Мекленбург-Передняя Померания, Министр по делам культуры и по федеральным и европейским делам земли Тюрингия, министры без портфеля земель Саарланда и Северный Рейн-Вестфалия, Министр социального обеспечения земли Гессен, начальники государственной канцелярии земель Саксония-Анхальт, Нижняя Саксония, Бремен и Берлин, Статс-секретари земли Бранденбург, Рейнланд-Пфальц, Баден-Вюртемберг, Шлезвиг-Гольштейн), 2 — федеральным правительства (одним из которых является Министр экономического сотрудничества и развития), 26 — массовыми организациями, 16 — премьер-министрами земель из числа деятелей наук, искусств и образования, до 2016 года — 16 его членов назначались правительствами земель, 3 - федеральным правительством, 12 - бундестагом пропорционально размеру их фракций, 5 - крупнейшими религиозными организациями, 25 - конференцией премьер-министров земель по предложению массовых организаций, 16 - премьер-министрами земель из числа различных деятелей образования, науки, искусства и т. п.[15];
- Правление (Verwaltungsrat), назначавшееся Советом Второго германского телевидения;
- Директор (Intendant), назначавшийся Советом Второго германского телевидения.

## Подразделения
- Административная дирекция (Административно-производственный аппарат)
- Главный редактор, в его непосредственном подчинении находились бригады подготавливающие программы «Фронталь 21», «Моргенмагацин» и «ЦДФ.Репортёр»
  - Главная редакция новостей (Hauptredaktion Aktuelles) — производит информационную программу «heute», ежедневную информационно-аналитическую программу «heute-journal», ежедневные дневные программы «Mittagsmagazin» и «drehscheibe», ежедневные вечерние программы «Leute heute» и «hallo Deutschland»
  - Главная редакция общественно-политических программ (Hauptredaktion Innenpolitik) — производит программы «Länderspiegel», общественно-политическое ток-шоу «Maybrit Illner», производство политического журнала «Frontal 21» и ежедневной утренней программы «Morgenmagazin»
  - Главная редакция международных программ (Hauptredaktion Außenpolitik) — производит программу auslandsjournal
  - Главная редакция экономики (HR Wirtschafts-, Sozial- und Umweltpolitik) — производит еженедельный тележурнал об экономике «WISO»
  - Главная редакция спортивных программ (Hauptredaktion Sport)
  - Главная редакция новых медиа
  - (внутринациональные студии)
    - Областная студия Шлезвиг-Гольштейна (Landesstudio Schleswig-Holstein) в Киле
    - Гамбургская городская студия (Landesstudio Hamburg)
    - Нижнесаксонская студия (Landesstudio Niedersachsen) в Ганновере
    - Бременская городская студия (Landesstudio Bremen)
    - Областная студия Северного Рейн-Вестфалии (Landesstudio Nordrhein-Westfalen) в Дюссельдорфе
    - Боннская студия (Studio Bonn)
    - Гессенская студия (Landesstudio Hessen) в Висбадене
    - Областная студия Баден-Вюртемберга (Landesstudio Baden-Württemberg) в Штутгарте
    - Баварская областная студия (Landesstudio Bayern) в Унтерфёринге (пригород Мюнхен)
    - Областная студия Мекленбург-Передней Померании (Landesstudio Mecklenburg-Vorpommern)
    - Столичная студия (Hauptstadtstudio Berlin)
    - Бранденбургская областная студия (Landesstudio Brandenburg) в Потстаме
    - Областная студия Саксонии-Анхальт (Landesstudio Sachsen-Anhalt) в Магдебурге
    - Тюрингская областная студия (Landesstudio Thüringen) в Эрфурте
    - Саксонская областная студия (Landesstudio Sachsen) в Дрездене

  - (Заграничные студии)
    - Заграничная студия в Вашингтоне
    - Заграничная студия в Нью-Йорке
    - Заграничная студия в Токио
    - Заграничная студия в Лондоне
    - Заграничная студия в Париже
    - Заграничная студия в Риме
    - Заграничная студия в Брюсселе
    - Заграничная студия в Вене
    - Заграничная студия в Варшаве
    - Заграничная студия в Тель-Авиве
    - Заграничная студия в Москве (приостановила работу 5 марта 2022 года[16])
    - Заграничная студия в Стамбуле
    - Заграничная студия в Пекине
    - Заграничная студия в Сингапуре
    - Заграничная студия в Йоханесбурге
    - Заграничная студия в Каире
    - Заграничная студия в Найроби
- Дирекция программ
  - Отдел планирования
  - Главная редакция культуры, истории и науки (Hauptredaktion Kultur, Geschichte und Wissenschaft) — производит еженедельный журнал о культуре «Aspekte»
  - Главная редакция музыкальных программ (Programmbereich Musik)
  - Главная редакция детских и юношеских программ (Programmbereich Kimder und Jugend)
  - Главная редакция телеспектаклей (Hauptredaktion Fernsehspeil)
  - Главная редакция телециклов и телесериалов (вечерней программы) (Hauptredaktion Reihen und Serien (Vorabend))
  - Главная редакция художественных фильмов (Programmbereich Spielfilm)[17]
- Директор Европейских спутниковых телепрограмм (Direktor Europäische Satellitenprogramme)
  - Координатор «3 Зат»
  - Координатор «Арте»
- Производственное управление
  - Служба информационных и системных технологий (Geschäftsbereich Informations- und Systemtechnologie)
  - Служба производства и передачи программ (Geschäftsbereich Produktions- und Sendebetrieb)
  - Служба дизайна (Geschäftsbereich Bildgestaltung und Design)
  - Служба внешних студий (Geschäftsbereich Außenstudios)

## Генеральные директоры
- 1963—1977: Карл Хольцамер (Karl Holzamer[англ.])[18]
- 1977—1982: Karl-Günther von Hase
- 1982—2002: Dieter Stolte
- 2002—2012: Markus Schächter
- 2012—2022: Thomas Bellut
- 2022— н.в.: Норберт Гиммлер (Norbert Himmler)

## Финансирование
Учреждение финансируется:
- (в 1963—1976 гг.)
  - преимущественно Министерством почт и телекоммуникаций Германии в основном от средств от сбора абонемента;
  - в меньшей степени — за счёт доходов от продажи рекламного времени и от продажи другим телеорганизациям прав на разовый показ фильмов, телефильмов и телесериалов правами на которые обладает учреждение;
- (с 1976 года)
  - в среднем на 86 % — Службой абонемента АРД, ЦДФ и «Дойчландрадио» за счёт абонемента (Rundfunkgebühr), собираемой со всех немецких граждан и иностранцев, постоянно проживающих на территории Германии, и владеющих радиоприёмниками и (или) телевизорами;
  - в среднем на 2 % — за счёт доходов от продажи в программах учреждения рекламного времени компанией «ЦДФ Вербефернзеен»;
  - в среднем на 12 % — за счёт доходов от продажи другим телеорганизациям прав на разовый показ фильмов, телефильмов и телесериалов правами на которые обладает учреждение (как правило снятых при его участии), издания их на видеоносителях, выдачи лицензий на производство по их мотивам других художественных произведений (сиквелов, приквелов, ремейков, новеллизаций, комиксных адаптаций) и сопутствующей продукции (игрушек, одежды с изображением героев фильмов и телепередач учреждения).

## Членство
С момента своего создания учреждение является членом международной организации «Европейский союз радиовещания».

## Активы
Учреждению принадлежат:
- Программная телестанция в Майнце, до 1974 года в Висбадене;
- на 100 % рекламное агентство «ЦДФ Вербефернзеен» (ZDF Werbefernsehen GmbH), осуществляющее продажу рекламного времени, существует с 2009 года, до этого рекламное время продавала сама ZDF
- на 100 % видеокомпании «ЦДФ Энтерпрайзес» (ZDF Enterprises GmbH), осуществляющее заказ производства передач частными телекомпаниями;
- часть капитала фонда поддержки кинематографа «Фильм- унд Медиенштифтунг НРВ» (Film- und Medienstiftung NRW GmbH);
- авторские права на телефильмы и часть фильмов и телесериалов, снятых при участии учреждения, включая удалённые из них сцены и черновики их сценариев;
- авторские права на часть детских фильмов и телепередач (включая мультипликационные телефильмы и мультипликационные телесериалы), снятых при участии учреждения, включая удалённые из них сцены и черновики их сценариев.